# Таємниця жовтих нарцисів
«Таємниця жовтих нарцисів» (нім. Das Geheimnis der gelben Narzissen) — детектив 1961 року.

## Сюжет
У Лондоні діє загадковий вбивця. Поруч з тілами вбитих дівчат він завжди залишає нарциси. Головний інспектор Скотланд-Ярду впевнений, що має справу з маніяком. Глава служби безпеки міжнародних авіаліній припускає, що в штучних нарцисах контрабандисти перевозять наркотики з Гонконгу до Лондона.

## У ролях
| Актор             | Роль                             |
| ----------------- | -------------------------------- |
| Йоахим Фуксбергер | Джек Тарлінг (німецька версія)   |
| Вільям Лукас      | Джек Тарлінг (англійська версія) |
| Сабіна Сессельман | Анна Райдер (німецька версія)    |
| Пенелопа Горнер   | Анна Райдер (англійська версія)  |
| Клаус Кінскі      | Пітер Кін (німецька версія)      |
| Колін Дживонс     | Пітер Кін (англійська версія)    |
| Волтер Готелл     | інспектор Вітсайд                |
| Інгрід ван Берген | Глорія                           |
| Альберт Лівен     | Реймонд Лайн                     |
| Ян Гендрікс       | Чарльз                           |
| Маріус Горинг     | Олівер Мілбур                    |
| Пітер Іллінг      | містер Пакен                     |
| Крістофер Лі      | Лінг Чу                          |